# Élections législatives de 1962 en Corse
Les élections législatives françaises de 1962 se déroulent les 18 et 25 novembre 1962. Dans le département de la Corse, trois députés sont à élire dans le cadre de trois circonscriptions.

## Élus
| Circonscription | Député sortant     | Parti | Parti         | Député élu ou réélu      | Parti | Parti   |
| --------------- | ------------------ | ----- | ------------- | ------------------------ | ----- | ------- |
| 1re             | Pascal Arrighi     |       | Divers droite | Antoine Sérafini         |       | UNR-UDT |
| 2e              | Jacques Gavini     |       | CNIP          | Jean Zuccarelli          |       | Radsoc  |
| 3e              | Marcel Sammarcelli |       | UNR           | Jean-Paul de Rocca Serra |       | Radcent |

## Résultats

### Résultats à l'échelle du département
| Parti          | Parti                                       | Premier tour | Premier tour | Second tour | Second tour | Sièges |
| Parti          | Parti                                       | Voix         | %            | Voix        | %           | Sièges |
| -------------- | ------------------------------------------- | ------------ | ------------ | ----------- | ----------- | ------ |
|                | Union pour la nouvelle République (UDT)     | 22 828       | 23,35        | 6 147       | 8,17        | 1      |
|                | Modérés                                     | 1 980        | 2,03         | Retrait     | Retrait     | 0      |
|                | Majorité présidentielle                     | 24 808       | 25,38        | 6 147       | 8,17        | 1      |
|                | Centre national des indépendants et paysans | 11 787       | 12,06        | 7 087       | 9,42        | 0      |
|                | Centre démocratique                         | 11 787       | 12,06        | 7 087       | 9,42        | 0      |
|                |                                             |              |              |             |             |        |
|                | Parti radical                               | 28 719       | 29,38        | 38 611      | 51,30       | 1      |
|                | Radicaux centristes                         | 17 933       | 18,34        | 23 427      | 31,12       | 1      |
|                | Parti communiste français                   | 14 070       | 14,39        | Retrait     | Retrait     | 0      |
|                | Extrême droite                              | 443          | 0,45         |             |             | 0      |
|                |                                             |              |              |             |             |        |
| Inscrits       | Inscrits                                    | 169 132      | 100,00       | 109 472     | 100,00      | 3      |
| Abstentions    | Abstentions                                 | 70 739       | 41,82        | 33 595      | 30,69       |        |
| Votants        | Votants                                     | 98 393       | 58,18        | 75 877      | 69,31       |        |
| Blancs et nuls | Blancs et nuls                              | 633          | 0,64         | 605         | 0,8         |        |
| Exprimés       | Exprimés                                    | 97 760       | 99,36        | 75 272      | 99,2        |        |

### Résultats par circonscription

#### Première circonscription (Ajaccio)
|                | Antoine Sérafini élu | UNR-UDT        | 15 772 | 50,04  |  |  |  |
|                | Noël Franchini       | PCF            | 6 883  | 21,84  |  |  |  |
|                | Jean-Antoine Antona  | CNIP           | 4 610  | 14,63  |  |  |  |
|                | Jean-Augustin Seta   | Radsoc         | 4 256  | 13,5   |  |  |  |
|                |                      |                |        |        |  |  |  |
| Inscrits       | Inscrits             | Inscrits       | 58 894 | 100,00 |  |  |  |
| Abstentions    | Abstentions          | Abstentions    | 27 134 | 46,07  |  |  |  |
| Votants        | Votants              | Votants        | 31 760 | 53,93  |  |  |  |
| Blancs et nuls | Blancs et nuls       | Blancs et nuls | 239    | 0,75   |  |  |  |
| Exprimés       | Exprimés             | Exprimés       | 31 521 | 99,25  |  |  |  |

#### Deuxième circonscription (Bastia)
| Candidat       | Candidat                 | Parti          | Premier tour | Premier tour | Second tour | Second tour |  |
| Candidat       | Candidat                 | Parti          | Voix         | %            | Voix        | %           |  |
| -------------- | ------------------------ | -------------- | ------------ | ------------ | ----------- | ----------- |  |
|                | Jean Zuccarelli élu      | Radsoc         | 9 651        | 35,98        | 16 539      | 55,55       |  |
|                | Jacques Gavini sortant   | CNIP           | 7 177        | 26,76        | 7 087       | 23,8        |  |
|                | Marcel Sammarcelli       | UNR-UDT        | 4 875        | 18,17        | 6 147       | 20,65       |  |
|                | Pierre Giudicelli        | PCF            | 4 677        | 17,44        | Retrait     | Retrait     |  |
|                | Pierre Maestracci Pietri | Extrême droite | 443          | 1,65         |             |             |  |
|                |                          |                |              |              |             |             |  |
| Inscrits       | Inscrits                 | Inscrits       | 46 944       | 100,00       | 46 926      | 100,00      |  |
| Abstentions    | Abstentions              | Abstentions    | 19 894       | 42,38        | 16 885      | 35,98       |  |
| Votants        | Votants                  | Votants        | 27 050       | 57,62        | 30 041      | 64,02       |  |
| Blancs et nuls | Blancs et nuls           | Blancs et nuls | 227          | 0,84         | 268         | 0,89        |  |
| Exprimés       | Exprimés                 | Exprimés       | 26 823       | 99,16        | 29 773      | 99,11       |  |

#### Troisième circonscription (Sartène)
| Candidat       | Candidat                     | Parti          | Premier tour | Premier tour | Second tour | Second tour |  |
| Candidat       | Candidat                     | Parti          | Voix         | %            | Voix        | %           |  |
| -------------- | ---------------------------- | -------------- | ------------ | ------------ | ----------- | ----------- |  |
|                | Jean-Paul de Rocca Serra élu | Radcent        | 17 933       | 45,5         | 23 427      | 51,49       |  |
|                | Raoul Maymard                | Radsoc         | 14 812       | 37,58        | 22 072      | 48,51       |  |
|                | Paul Bungelmi                | PCF            | 2 510        | 6,37         | Retrait     | Retrait     |  |
|                | Joseph Cantara               | UNR-UDT        | 2 181        | 5,53         | Retrait     | Retrait     |  |
|                | Jean-Charles Colonna         | Modérés        | 1 980        | 5,02         | Retrait     | Retrait     |  |
|                |                              |                |              |              |             |             |  |
| Inscrits       | Inscrits                     | Inscrits       | 63 294       | 100,00       | 62 546      | 100,00      |  |
| Abstentions    | Abstentions                  | Abstentions    | 23 711       | 37,46        | 16 710      | 26,72       |  |
| Votants        | Votants                      | Votants        | 39 583       | 62,54        | 45 836      | 73,28       |  |
| Blancs et nuls | Blancs et nuls               | Blancs et nuls | 167          | 0,42         | 337         | 0,74        |  |
| Exprimés       | Exprimés                     | Exprimés       | 39 416       | 99,58        | 45 499      | 99,26       |  |